# Joëlle Toledano
Joëlle Toledano, née le 30 juillet 1953 à Casablanca, est professeure émérite des Universités en économie. Elle est associée à la Chaire “Gouvernance et Régulation” de l’Université Paris Dauphine-PSL, et est membre du Conseil national du numérique (CNNum) ainsi que de l’Académie des Technologies.

## Publications et interventions
Elle a publié plusieurs ouvrages et de nombreux articles scientifiques et grand public dans les domaines de la macroéconomie, l’économie industrielle et l’économie et la régulation du numérique, des communications électroniques et postale. Elle intervient également fréquemment dans les débats publics sur la régulation du numérique.  
- GAFA - Reprenons le pouvoir !, Odile Jacob, 2020.
- Economie postale - Les fondements, ouvrage collectif, éd., Economica, 2004.
- La crise du XX**e siècle, avec Jean-Hervé Lorenzi et Olivier Pastré, Economica, 1980.

Son ouvrage GAFA - Reprenons le pouvoir ! a été plusieurs fois récompensé :
- En 2021, prix du Jury lors de la cérémonie de la 34e remise du Prix Turgot[7], sous le haut parrainage de Bruno Le Maire, ministre de l'Économie et des Finances ;
- En 2021, deuxième lauréate du Prix Colbert[8] remis à l’Institut de France par le Chancelier et par Michel Pébereau, président du jury du Prix et membre du Conseil d’administration de la Fondation ;
- En 2020, Prix du livre d'Économie, remis par Bruno Le Maire, ministre de l'Économie, des Finances et de la Relance, et Marc Ladreit de Lacharrière, président du jury, président-directeur général de Fimalac.

## Distinctions
- Officier de la Légion d'honneur (2019)
- Officier de l'ordre national du Mérite (2015)